# Germán Delfino
Germán Raúl Delfino (Ramos Mejía, 4 mei 1978) is een Argentijns voormalig voetbalscheidsrechter. Hij was in dienst van FIFA en CONMEBOL van 2012 tot 2019. Ook leidde hij tot 2023 wedstrijden in de Primera División.
Op 31 augustus 2012 debuteerde Defino in continentaal verband tijdens een wedstrijd tussen CA Tigre en Argentinos Juniors in de voorronde van de Copa Sudamericana; het eindigde in 4–1 en de Argentijnse leidsman gaf zeven gele kaarten. Zijn eerste interland floot hij op 16 januari 2013, toen Chili met 2–1 won van Senegal. Tijdens dit duel gaf Delfino zeven gele kaarten, waarvan twee aan een Senegalees.

## Interlands
| Datum            | Plaats              | Wedstrijd            | Uitslag | Competitie        | Kreeg geel | Kreeg voor de tweede keer geel en dus rood | Weggestuurd |
| ---------------- | ------------------- | -------------------- | ------- | ----------------- | ---------- | ------------------------------------------ | ----------- |
| 16 januari 2013  | La Serena, Chili    | Chili – Senegal      | 2 – 1   | Vriendschappelijk | 6          | 1                                          | 0           |
| 14 november 2014 | Montevideo, Uruguay | Uruguay – Costa Rica | 3 – 3   | Vriendschappelijk | 2          | 0                                          | 0           |
| 17 november 2018 | Rancagua, Chili     | Chili – Costa Rica   | 2 – 3   | Vriendschappelijk | 7          | 0                                          | 0           |